# Zaharija (knjiga)
Zaharija je jedna od knjiga Biblije, dio Staroga zavjeta. Pripada u proročke knjige i to u skupinu 12 malih proroka (12 kraćih proročkih knjiga u Starome zavjetu). Biblijska kratica knjige je Zah.
Zaharija je drugi prorok nakon povratka iz babilonskog zatočeništva. Njegovo ime znači "Jahve se sjeća". Prorokovao je kada i prorok Hagaj, ali o različitim temama. Spominje se u Nehemijinoj knjizi, bio je glavar Idove svećeničke obitelji (Neh 12,6). 
Ovu proročku knjigu, Zaharija je počeo pisati "osmoga mjeseca druge godine Darijeve (Zah 1,1)". To je druga godina vladavine perzijskog kralja Darija I. Velikoga tj., 521./520. g. pr. Kr. U 7. poglavlju spominje se vrijeme: "četvrte godine kralja Darija, četvrtoga dana devetoga mjeseca (Zah 7,1)." Smatra se, da je posljednjih 5 poglavlja Zaharija napisao tek oko 480. g. pr. Kr. Knjiga počinje pozivom na pokajanje. Od 1. do 6. poglavlja opisano je 8 viđenja, koja je Zaharija imao noću. Smatra se, da je to simbolički presjek povijesti židovskog naroda s ciljem, da se ohrabri narod koji se vratio iz babilonskog zatočeništva. Simboličko krunjenje Jošue (Zah 6,9-15) opisuje kako će kraljevstvo svijeta postati Mesijino Božje kraljevstvo. Sedmo i osmo poglavlje, odgovaraju na pitanje, da li treba nastaviti dane posta i nakon povratka iz izgnanstva. Ostala poglavlja su su proročanstva nakon gradnje jeruzalemskog hrama. Sastoje se od dva govora. Prvi je o prvom dolasku Mesije. Tu je prorokovano, da će Isus ući u Jeruzalem ponizan, jašući na magarcu, mladetu magaričinu (Zah 9,10), što se i dogodilo. Mesiju neće svi prihvatiti. U drugom govoru prorokuje se drugi dolazak Mesije i konačna pobjeda Boga i njegovog naroda.